# Erin Heatherton

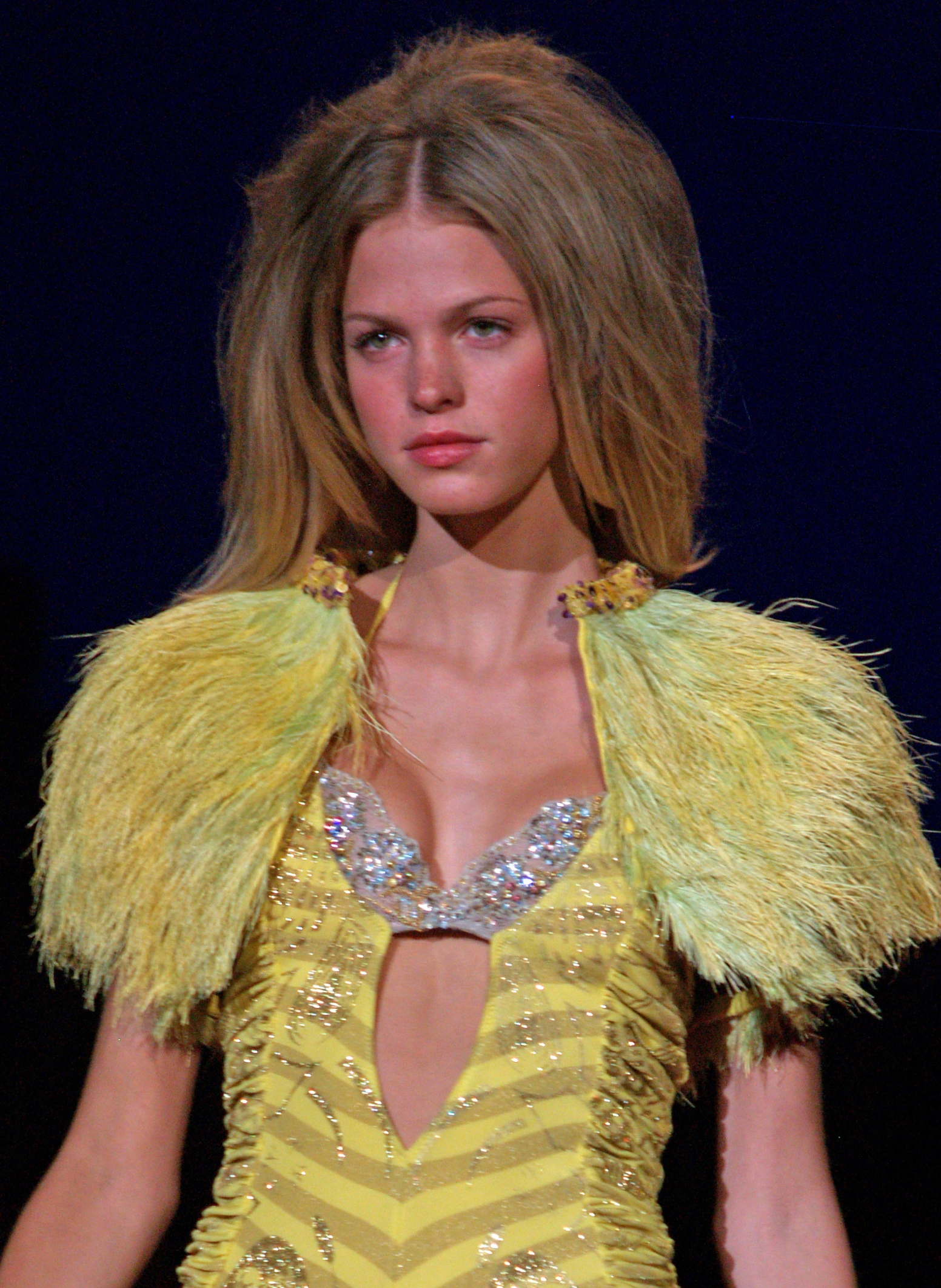
Erin Heatherton läuft für Custo Barcelona, 2009

Erin Heatherton (* 4. März 1989 in Skokie, Illinois) ist ein US-amerikanisches Model und Schauspielerin.

## Karriere
Heatherton wurde während eines Urlaubs in South Beach, Miami, entdeckt. Sie zog nach New York City und startete dort, u. a. als Laufsteg-Model für Diane von Fürstenberg, ihre Karriere. Sie war für namhafte Modelabels tätig, u. a. Oscar de la Renta und Tommy Hilfiger, und gehört seit ihrem Vertrag mit Victoria’s Secret als „Engel“ – der entsprechende Vertrag gehört zu den lukrativsten und begehrtesten Modeljobs weltweit – zu den international erfolgreichsten Models. Seit Ende 2013 ist Heatherton kein „Victoria's Secret“-Engel mehr. Sie verlängerte ihren Vertrag nicht.

## Privates
Heatherton wuchs in Skokie auf und besuchte die dortigen Schulen. Vom Dezember 2011 bis Oktober 2012 war Heatherton mit dem Schauspieler Leonardo DiCaprio liiert.

## Filmografie
- 2012: Are All Men Pedophiles?
- 2013: Skum Rocks!
- 2013: Kindsköpfe 2 (Grown Ups 2)
- 2014: Broadway Therapie